# Конрад фон Зост

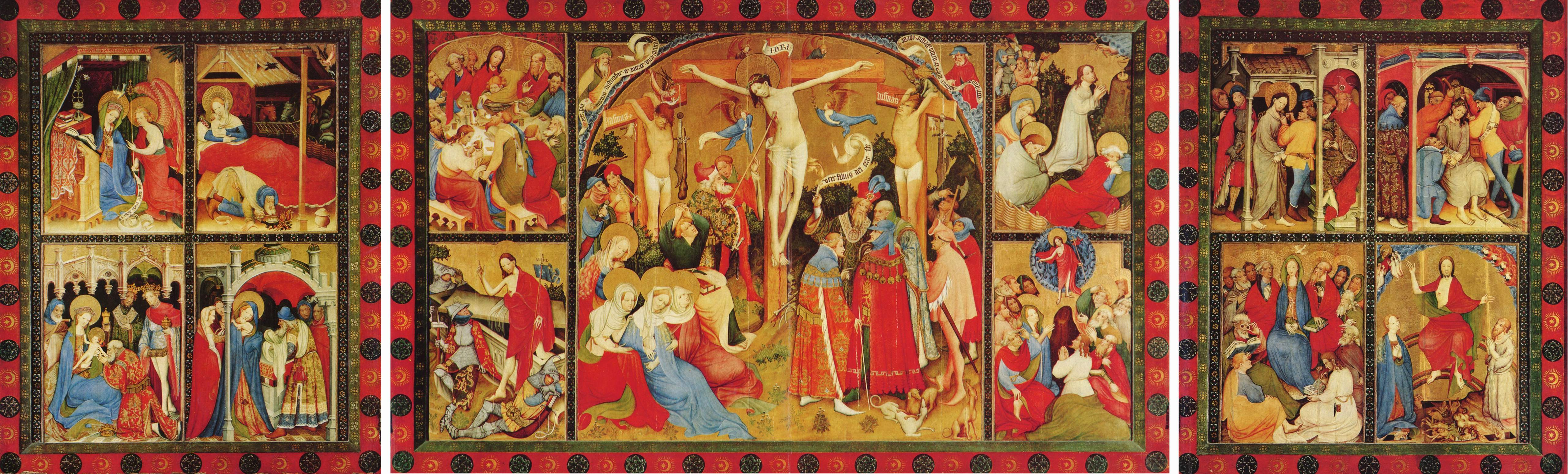
«Вівтар Страстей Христових» (Вільдунзький вівтар); Бад-Вільдунген, Парафіяльна церква

Конрад фон Зост (нім. Conrad von Soest; 1370, Дортмунд — після 1422, Дортмунд) — вестфальський художник, представник так званого «м'якого стилю» пізньої готики. Зіграв вирішальну роль у поширенні в Північній Німеччині принципів інтернаціональної готики. Його творчість справила вплив на розвиток німецької живопису XV століття.

## Творчість

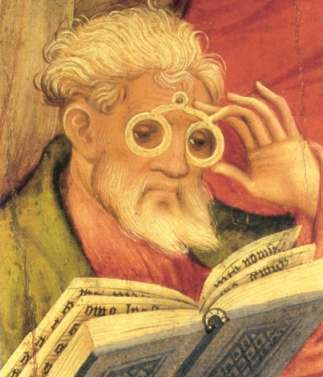
Апостол в окулярах. Фрагмент «Вівтаря Страстей Христових»; Бад-Вільдунген, Парафіяльна церква.

Основні роботи стилістично близькі до традицій франко-фламандської книжкової мініатюри і мають ознаки впливу бургундського придворного мистецтва. У творчості фон Зоста простежуються художні також прийоми німецьких майстрів, які працювали до початку XV століття, зокрема кельнських, зокрема, Майстра Берсвордського вівтаря. Нині відомі такі твори Конрада фон Зоста:
- Вівтар святого Миколая з Капели святого Миколая в Зості (приписується), Національний музей мистецтва та історії культури Мюнстера.
- Вівтар в міській Євангелістській церкві Бад-Вільдунгена (1403) з найстарішим зображенням окулярів на північ під Альп[7].
- Переносний вівтар дортмундського сімейства Берсвордт (Berswordt[de]) із зображенням святого Райнхольда (покровителя Дортмунда) та інших святих, 1404 рік, Стара пінакотека, Мюнхен.
- Вівтар Святої Марії з дортмундської Церкви святої Марії (1420); пізній твір художника, в якому найбільш яскраво проявився вплив західного образотворчого мистецтва.